# Fatih Tayğar
Fatih Tayğar (* 7. Mai 1999) ist ein türkischer Eishockeyspieler, der seit 2022 erneut beim Buz Beykoz SK unter Vertrag steht, mit dessen Mannschaft er in der türkischen Superliga spielt.

## Karriere
Fatih Tayğar begann seine Karriere als Eishockeyspieler beim Erzurum Büyükşehir Belediyesi SK, für den er in der Spielzeit 2015/16 in der türkischen Superliga debütierte. 2016 swechselte er zum Zeytinburnu Belediye SK und wurde mit dem Klub 2017 türkischer Meister. Nachdem er von 2017 bis 2018 erneut Erzurum gespielt hatte, stand er in den Folgejahren beim Buz Adamlar GSK, beim Buz Beykoz SK, mit dem er 2020 ebenfalls Meister wurde, und wiederum in Erzurum und in Istanbul bei Zeytinburnu auf dem Eis. Seit 2022 spielt er zweitmalig beim Buz Beykoz SK.

### International
Für die Türkei nahm Tayğar im Juniorenbereich in der Division III an den U18-Weltmeisterschaften 2015, 2016 und 2017 sowie an den U20-Weltmeisterschaften 2015, 2016, 2017 und 2019 teil. Nach dem Aufstieg 2017 spielte er bei der U20-Weltmeisterschaft 2018 in der Division II, musste aber mit dem Team vom Bosporus den umgehenden Wiederabstieg hinnehmen.
Mit der Herren-Nationalmannschaft spielte bei den Weltmeisterschaften der Division III 2018 und 2019. Nachdem 2022 ohne ihn der Aufstieg gelungen war, trat er bei der Weltmeisterschaft 2023 in der Division II an.

## Erfolge und Auszeichnungen
- 2015 Aufstieg in die Division III, Gruppe A, bei der U18-Weltmeisterschaft der Division III, Gruppe B
- 2017 Türkischer Meister mit dem Zeytinburnu Belediye SK
- 2017 Aufstieg in die Division II, Gruppe B, bei der U20-Weltmeisterschaft der Division III
- 2020 Türkischer Meister mit dem Buz Beykoz SK